# Gujarat University

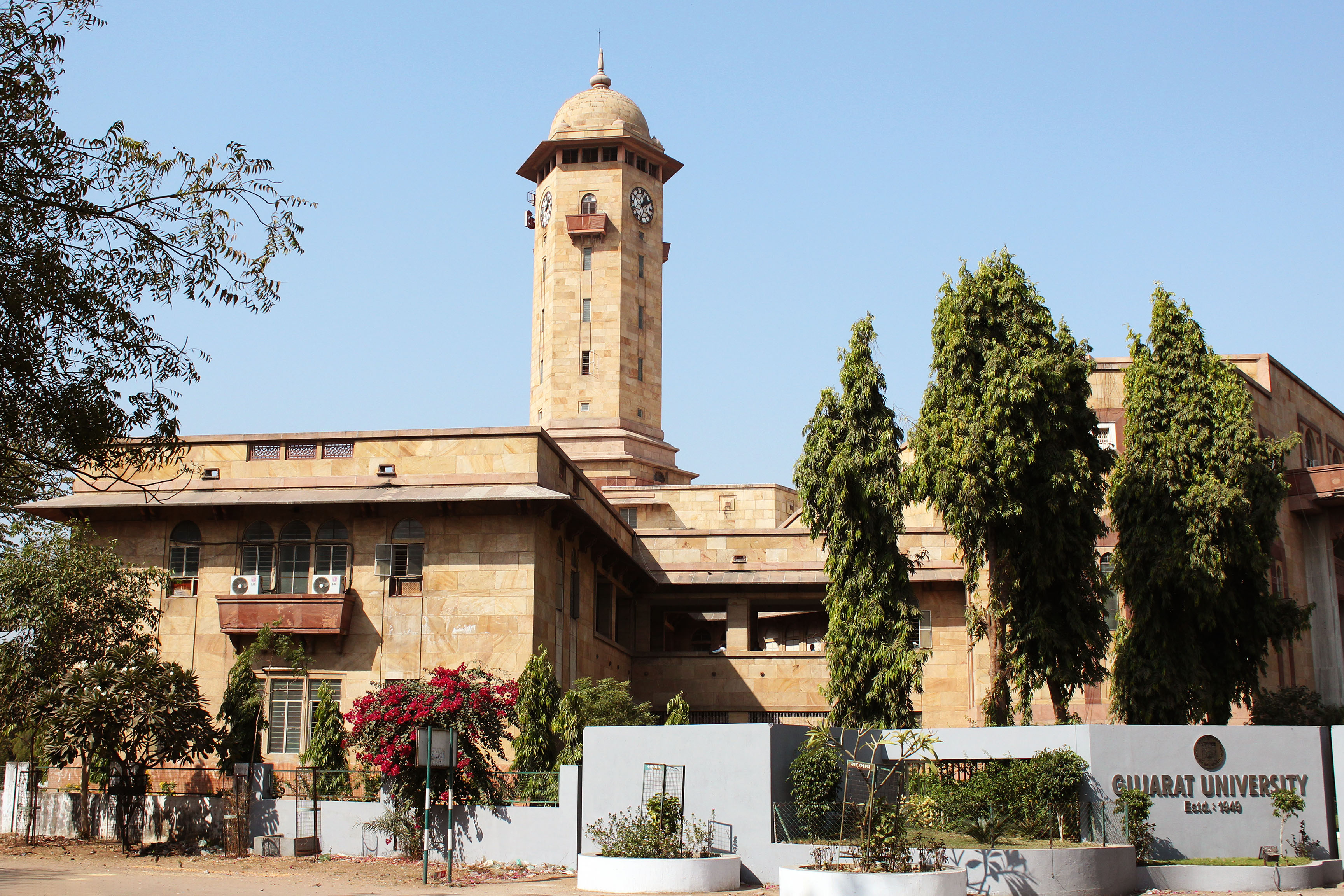
Turmgebäude der Universität

Die Gujarat University ist eine staatliche Universität mit Hauptsitz in Ahmedabad im indischen Bundesstaat Gujarat. Sie ist die größte und neben der Gujarat Vidyapith die älteste Hochschule in Gujarat.

## Geschichte
Die Universität wurde am 23. November 1949 gegründet.
Bereits in den zwanziger Jahren des 20. Jahrhunderts entstand die Idee zur Gründung einer regionalen Universität. Einigen Gelehrten Gujarats, zu denen u. a. auch Mahatma Gandhi und Sardar Patel gehörten, schwebte die Gründung einer Universität in Gujarat zum regionalen Gemeinwohl vor. Nach Erlangung der Unabhängigkeit Indiens vom Vereinigten Königreich konnte schließlich 1949 die Idee umgesetzt werden und die Gujarat University gegründet werden.

## Campus
Der Campus befindet sich zentral in Ahmedabad und umfasst eine Fläche von knapp 1,1 Quadratkilometern.

## Fakultäten und Einrichtungen
An der Universität studieren über 400.000 Studenten.
Zu der Gujarat University gehören unter anderem 23 Institute mit 381 Hochschullehrern, 65 Fachbereiche, 4 Gründerzentren, über 350 angeschlossene Institutionen sowie sechs Exzellenzzentren .

## Persönlichkeiten
- Narendra Modi, amtierender Premierminister Indiens
- Amit Shah, amtierender Innenminister Indiens
- Ela Bhatt, indische Parlamentarierin
- Gautam Adani, Gründer der Adani Group
- Krishnaswamy Kasturirangan, ehemaliger Vorsitzende der Indian Space Research Organisation (ISRO)
- Aziz Ahmadi, ehemaliger Oberster Richter Chief Justice